# Liste der Naturdenkmale in Hörscheid
Die Liste der Naturdenkmale in Hörscheid nennt die im Gemeindegebiet von Hörscheid ausgewiesenen Naturdenkmale (Stand 4. Juni 2024).

## Naturdenkmale
| Nr.         | Bezeichnung | Lage                                      | Beschreibung                     | Bild                                    |
| ----------- | ----------- | ----------------------------------------- | -------------------------------- | --------------------------------------- |
| ND-7233-012 | Hudebuche   | nordöstlich des Ortes; Flur Die Kapp Lage | Fagus sylvatica, um 1800 gekeimt | Direkt Bild zu diesem Denkmal hochladen |

## Ehemalige Naturdenkmale
| Nr. | Bezeichnung                    | Lage                                      | Beschreibung                                                                | Bild                                    |
| --- | ------------------------------ | ----------------------------------------- | --------------------------------------------------------------------------- | --------------------------------------- |
|     | Sauerbrunnen Darscheider Drees | südlich des Ortes; Abteilung Lehwald Lage | Mineralquelle; Rechtsverordnung 2002 aufgehoben                             | mehr Fotos \| Fotos hochladen           |
|     | Fichten am Darscheider Drees   | südlich des Ortes; Abteilung Lehwald Lage | Picea abies und Abies alba, insgesamt 33 Bäume; Rechtsverordnung aufgehoben | Direkt Bild zu diesem Denkmal hochladen |